# Euproctis piperita
Euproctis piperita is een vlinder uit de familie spinneruilen (Erebidae), onderfamilie donsvlinders (Lymantriinae). De wetenschappelijke naam van deze soort is voor het eerst geldig gepubliceerd in 1880 door Oberthür.
De soort komt voor in tropisch Afrika.